# 長田裕二
長田 裕二（おさだ ゆうじ、1917年3月13日 - 2003年4月28日）は、日本の政治家。位階は正三位、勲章は勲一等旭日大綬章。
参議院議長（第19代）、科学技術庁長官（第34代）、自由民主党参議院議員会長（第16代）、参議院予算委員長、参議院議員（4期）等を歴任した。
元参議院議員の佐藤泰三は縁戚にあたる。

## 概要
千葉県出身。東京府立第四中学校、旧制第一高等学校、東京帝国大学法学部卒業。1939年、逓信省（後の郵政省、現総務省）に入省。企画課属。経理局担当審議官、経理局長、郵務局長などを経て、1966年7月1日より郵政事務次官。退官後、1968年の第8回参議院議員通常選挙に自由民主党公認で全国区から出馬し、初当選した。以後4期24年にわたり参議院議員を務める。当選後は佐藤派を経て、田中派、竹下派に所属した。
1979年、第2次大平内閣で科学技術庁長官に任命され、初入閣した。1984年、参議院予算委員長に就任。1989年、山内一郎の落選により、後任の自由民主党参議院議員会長に就任。1991年、土屋義彦参議院議長が埼玉県知事選挙に出馬するため任期途中で辞任し、後任の参議院議長に就任した。ただし、当時の参議院では4年以上の議長在任を認めない慣例が存在したため、長田の在任期間は土屋の任期の残りの期間に留まった。翌1992年の第16回参議院議員通常選挙には出馬せず、参院議長を退任し政界からも引退した。同年勲一等旭日大綬章受章。
2003年4月28日に死去。86歳没。

## 選挙歴
| 当落        | 選挙                     | 施行日        | 選挙区 | 政党       | 得票数    | 得票率 | 得票順位 /候補者数 | 比例区 | 比例順位 /候補者数 |
| ----------- | ------------------------ | ------------- | ------ | ---------- | --------- | ------ | ------------------ | ------ | ------------------ |
| 当          | 第8回参議院議員通常選挙  | 1968年7月7日  | 全国区 | 自由民主党 | 586,563   |        | 37/93              | -      | -                  |
| 当          | 第10回参議院議員通常選挙 | 1974年7月7日  | 全国区 | 自由民主党 | 674,986   |        | 29/112             | -      | -                  |
| 当          | 第12回参議院議員通常選挙 | 1980年6月22日 | 全国区 | 自由民主党 | 1,030,459 |        | 15/93              | -      | -                  |
| 当          | 第14回参議院議員通常選挙 | 1986年7月6日  | 比例区 | 自由民主党 |           |        |                    | 第2位  | -                  |
| 当選回数4回 |                          |               |        |            |           |        |                    |        |                    |

## 所属団体
- 東日本実業団空手道連盟（第4代会長）